# Lasioglossum compressum
Lasioglossum compressum är en biart som först beskrevs av Blüthgen 1926.  Lasioglossum compressum ingår i släktet smalbin, och familjen vägbin. Inga underarter finns listade i Catalogue of Life.